# 雨宮ひとみ
雨宮 ひとみ（あまみや ひとみ）は、日本の脚本家。東京都出身。雑誌編集者を経てフリーの文筆家となる。脚本、小説、漫画原作、ゲームやドラマCD、シチュエーションCDのシナリオなどを手掛けている。日本脚本家連盟所属。

## 作品

### 小説
2006年
- 銀色のオリンシス（電撃文庫）

2007年
- Romeo×Juliet 赤き運命の出逢い（角川書店）

2008年
- Romeo×Juliet 白き永遠の誓い（角川書店）

2013年
- 桜ノ雨 僕らが巡り逢えた奇跡（PHP研究所）
- Fire◎Flower 十人十色に輝いた日々（PHP研究所）

2014年
- 桜ノ雨 僕らはここで逢おう（PHP研究所）
- ACUTE（PHP研究所）
- ReAct（PHP研究所）

2015年
- Fire◎Flower 君を好きでいられて良かった（PHP研究所）
- ハッピーシンセサイザ（PHP研究所）

2017年
- ドブネズミアクターズ（ビーズログ文庫アリス/pixiv mint!連載）
- ナユタン星からのアーカイヴ（「ストラトステラ」執筆担当）（PHP研究所）
- 電子書籍「桜ノ雨 僕らはひとりじゃない」書き下ろし番外編 短編（株式会社ハーバーコリンズ・ジャパン）

2018年
- 電子書籍「桜ノ雨 僕らが巡り逢えた奇跡」書き下ろし番外編 短編（株式会社ハーバーコリンズ・ジャパン）
- 小説版ドブネズミアクターズ（KADOKAWA）
- PS Vita『NG』前日譚小説 『うらしま女』（株式会社エクスペリエンス）（掲載：ファミ通.com）

2019年
- BLACK WOLVES SAGA　雪明りのフェリックス（Rejet）
- 死印（PHP研究所）
- 小説『死印』SS『K氏の特別な日』（サイン会特典）

2020年
- 小説『死印』SS『K氏の特別な日』（株式会社エクスペリエンス）
- 小説『死印　雨の赤ずきん』（株式会社エクスペリエンス）

### テレビアニメ
2004年
- DAN DOH!!

2005年
- ジンキ・エクステンド
- D.C.S.S.〜ダ・カーポ セカンド・シーズン〜

2006年
- 銀色のオリンシス

2007年
- 東京魔人學園剣風帖 龍龍
- 東京魔人學園剣風帖 龍龍 第弐幕

2009年
- おんたま! （シリーズ構成・脚本）

2010年
- ちゅーぶら!!

2011年
- アスタロッテのおもちゃ!

2013年
- ぎんぎつね

2018年
- メルクストーリア -無気力少年と瓶の中の少女-（シリーズ構成・脚本）

2022年
- であいもん（脚本）

2023年
- 解雇された暗黒兵士（30代）のスローなセカンドライフ（シリーズ構成・脚本）

2024年
- 最強タンクの迷宮攻略〜体力9999のレアスキル持ちタンク、勇者パーティーを追放される〜（シリーズ構成）
- 花野井くんと恋の病（シリーズ構成・脚本）

2025年
- ゴリラの神から加護された令嬢は王立騎士団で可愛がられる （シリーズ構成・脚本）

### OVA
2007年
- やわらか三国志 突き刺せ!! 呂布子ちゃん（シリーズ構成）

2011年
- アスタロッテのおもちゃ!EX

2012年
- ゆめくり（ショートアニメ・脚本）

### キャラクターボイスプロジェクト
- 恋するジュエル・コール（株式会社コンテンツ３）

### ゲーム
- 機動戦士ガンダムSEED 終わらない明日へ

### ドラマCD
- DAN DOH!!
- JINKI:EXTEND Vol.1 ギリギリ☆悶絶ダンスバトル
- JINKI:EXTEND Vol.2 汗と涙と青春と
- D.C.S.S. ～ダ・カーポ セカンド・シーズン～ ドラマCDVol.1
- なまコイ ～美少女ゲームじゃあるまいし～
- 瑠璃の風に花は流れる（黒の王太子）
- 瑠璃の風に花は流れる (紫都の貴公子)
- 瑠璃の風に花は流れる (湖畔の月)
- 桃組プラス戦記 ～愛譚学園放送部・わが君に贈る「DJジャック」ノ章～
- アスタロッテのおもちゃ!(オーディオドラマ)
- 王子はただいま出稼ぎ中 知力？ 体力？ 時の運!? 勝ち抜きバトルロイヤル
- ACTORS－Drama Edition [EAST][WEST]  連動購入特典シナリオ

### 漫画原作
- なまコイ（作画：中臣亮　幻冬舎コミックス コミックバーズ）

### 漫画シナリオ
- ゲームガンダムエース 機動戦士ガンダムSEED 戦場に咲くホウセンカ（アスランサイド・MSV一部・脚本）
- ロミオ×ジュリエット（漫画版シナリオ）

### 映画
- 映画・桜ノ雨

### 朗読劇
- 『メルクストーリア』５周年スペシャルイベント（2019年・２月）